# Luis Doreste Blanco
Luis Doreste Blanco (Las Palmas, Illes Canàries, 1961) és un regatista canari, membre d'una destacada família dedicada a la vela esportiva.

## Biografia
Va néixer el 7 de març de 1961 a la ciutat de Las Palmas de Gran Canaria, capital de l'illa de Gran Canària. És germà dels també regatistes Gustavo Doreste, José Luis Doreste i Manuel Doreste. És llicenciat en informàtica per la Universitat de Barcelona i professor d'aquesta disciplina a la Universitat de Las Palmas de Gran Canaria.

## Carrera esportiva
Membre del Real Club Náutico Gran Canaria, va participar, a 23 anys, en els Jocs Olímpics d'Estiu de 1984 realitzats a Los Angeles (Estats Units), on va aconseguir guanyar la medalla d'or en la classe 470 juntament amb Roberto Molina. En els Jocs Olímpics d'Estiu de 1988 celebrats a Seül (Corea del Sud) va aconseguir finalitzar tretzè en la classe Flying Dutchman juntament amb el regatista barceloní Miguel Noguer. En els Jocs Olímpics d'Estiu de 1992 celebrats a Barcelona fou l'encarregat de realitzar el Jurament Olímpic pels atletes en la cerimònia inaugural i posteriorment aconseguí guanyar la medalla d'or en la classe Flying Dutchman juntament amb Domingo Manrique, esdevenint així el primer esportista espanyol en aconseguir dues medalles olímpiques d'or. En els Jocs Olímpics d'Estiu de 1996 realitzats a Atlanta (Estats Units) fou l'abanderat espanyol en la cerimònia inaugural i finalitzà en quinzè en la prova masculina de soling juntament amb Domingo Manrique i David Vera.
Al llarg de la seva carrera ha guanyat 3 medalles en el Campionat del Món de vela, aconseguint la medalla d'or l'any 1987 en la categoria Flying Dutchman i la medalla d'or en la categoria soling l'any 1995.
Fou el director esportiu del "Desafío Español" a la Copa Amèrica de vela. Així en la 32a edició realitzada el 2007 a València el vaixell va arribar fins a les semifinals de la competició, perdent per 5 a 2 davant l'equip "Team New Zealand" de Nova Zelanda.